# Arco nudo
L'arco nudo è un attrezzo sportivo utilizzato nel tiro con l'arco. Questa tipologia di arco è molto simile all'arco olimpico, tuttavia manca di accessori come il mirino, gli stabilizzatori e il clicker.

## Componenti e accessori
L'arco nudo quindi è composto solamente da:
- riser
- flettenti
- corda
- bottone (Berger button)
- pesi (al posto dello stabilizzatore per evitare che l'arco dopo il rilascio si inclini verso l'alto).

## Tecnica di tiro
A differenza dell'arco olimpico, il quale è dotato di mirino e di altri accessori, la tecnica dell'arco nudo è molto più istintiva e non esiste quindi un'unica soluzione. Infatti l'arciere con il passare del tempo affina la sua tecnica in maniera personale, visto anche che la struttura scheletrica-muscolare non è uguale per tutti gli atleti. Esistono però delle regole basilari che vengono insegnate dagli istruttori agli allievi alle prime armi. Innanzi tutto la mira dell'arco nudo avviene attraverso la punta della freccia (non essendo lo strumento dotato di mirino) che può collimare il centro della visuale o un punto di riferimento diverso (questa tecnica è detta contromira che contraddistingue l'arco nudo). La corda viene impugnata attraverso la tecnica dello string walking, utilizzata solo per questa categoria; infatti l'arciere ogni volta che deve scoccare una freccia verso un bersaglio a una data distanza deve tenere conto di impugnare la corda sempre alla medesima altezza; più la corda viene impugnata ad un'altezza maggiore (fino al punto dove è incoccata la freccia) più la freccia prenderà una traiettoria più alta, quindi per raggiungere distanze maggiori. Un'altra tecnica utilizzata dagli arcieri per variare le distanze è il face walking, dove si impugna la corda sempre alla stessa altezza ma cambia il punto del volto dove viene fatto l'ancoraggio. L'ancoraggio nel tiro con l'arco è il punto dove si porta la corda al viso; nell'arco nudo esso si effettua, portando il dito indice fino a farlo toccare all'angolo della bocca (secondo gli insegnamenti basilari).

## Gare accessibili
L'arco nudo può prendere a parte alle gare indoor a una distanza di 18m; la visuale per tutte classi tranne i giovanissimi è da 40cm di diametro; esistono gare dove si tira anche a una distanza di 25m con una visuale da 60cm di diametro. Per l'estate invece si possono praticare con questo attrezzo le gare 3D e le gare Hunter & Field in mezzo a boschi in situazioni che simulano l'attività venatoria.Dal 2022 in Fitarco e possibile partecipare anche a gare di tiro outdoor alla targa, con bersagli da 122cm posti a 50 m di distanza.